# Enciclopedia virgiliana
L'Enciclopedia virgiliana è un'enciclopedia riguardante la figura e le opere di Publio Virgilio Marone, pubblicata a partire dal 1984 fino al 1991 dall'Istituto della Enciclopedia Italiana Treccani.
Composta da cinque volumi e da un sesto (numerato V**) come appendice, offre un aiuto in ambito critico-ermeneutico e nel contempo un supporto per ampliare e approfondire la conoscenza del mondo virgiliano, accogliendo voci di varie prospettive e avvalendosi dei contributi di molti specialisti.
Il latinista Francesco Della Corte ha collaborato alla redazione dell'enciclopedia con Ferdinando Castagnoli, Massimiliano Pavan, Giorgio Petrocchi e Umberto Cozzoli, quest'ultimo redattore capo.
Nel sesto volume trova spazio anche una delle due traduzioni dell'Eneide realizzate da Della Corte.